# Éléonore d'Este (1515-1575)
Pour les articles homonymes, voir Éléonore d'Este.
Éléonore d’Este (née 4 juillet 1515 à Ferrare et morte en 1575 dans cette même ville) est une princesse italienne du duché de Ferrare. Elle fut l'une des protectrices du Tasse.

## Biographie
Fille d'Alphonse Ier d'Este et de sa seconde épouse Lucrèce Borgia, Éléonore d'Este reçut son prénom en hommage à sa grand-mère paternelle, Éléonore de Naples (22 juin 1450 ; † 11 octobre 1493), femme du duc de Ferrare Hercule Ier d'Este, et fille du roi de Naples Ferdinand Ier (1458–1494). Son grand-père maternel était le pape Alexandre VI ; son oncle était César Borgia – prince italien de la Renaissance de la maison des Borgia. Elle perdit sa mère à l'âge de 4 ans, et son père Alphonse put alors épouser son amour de jeunesse, Laura Dianti. Elle fut la seule fille à survivre à ses deux parents. Éléonore entra dans les ordres au couvent Corpus Domini de Ferrare, au no 4 de la via Pergolato ; elle y a été inhumée aux côtés de sa mère Lucrèce et d'autres membres de sa famille.

## Source de traduction
- (de) Cet article est partiellement ou en totalité issu de l’article de Wikipédia en allemand intitulé « Eleonora d’Este » (voir la liste des auteurs).